# Kronos (film)
Kronos este un film SF alb-negru american din 1957 regizat de Kurt Neumann. În rolurile principale joacă actorii Jeff Morrow și Barbara Lawrence. Filmul este cunoscut și sub denumirea Kronos, Destroyer of the Universe.

## Prezentare
Ceea ce pare a fi o mare farfurie zburătoare în formă de meteorit s-a prăbușit în Oceanul Pacific, în apropierea Mexicului, ca urmare a unei inexplicabile pătrunderi și asalt al unui om nebun asupra unui centru secret de cercetare din SUA. Curând se descoperă că meteoritul prăbușit este o amenințare mai mare decât se credea inițial, cu consecințe grave pentru supraviețuirea rasei umane.
O mașină gigantică, Kronos, atacă centralele electrice din Mexic, absorbindu-le energia. Din această cauză, Kronos crește în dimensiune, devenind din ce în ce mai mare, consumând din ce în ce mai mai multă energie electrică. Se descoperă că Kronos este un acumulator trimis de către o rasă extraterestră care și-a epuizat propriile sale resurse naturale. Creatorii lui l-au trimis pe Kronos să scurgă energia Pământului și se întoarcă cu aceasta pe propria lor planetă muribundă. Un om de știință, sub controlul unei prezențe extraterestre nevăzute, sugerează ca Kronos să fie atacat de o bombă atomică lansată de un bombardier B-47. Dar Kronos absoarbe energia bombei și atinge dimensiuni titanice. Aceasta amenință să absoarbă toată energia din lume și astfel să distrugă Pământul, dar oamenii de știință caută un plan pentru a inversa polaritatea lui Kronos, lucru care îl determină să se hrănească din propria sa energie. Kronos explodează și astfel Pământul este salvat.

## Actori
- Jeff Morrow ca Dr. Leslie Gaskell
- Barbara Lawrence ca Vera Hunter
- John Emery ca Dr. Hubbell Eliot
- George O'Hanlon ca Dr. Arnold Culver
- Morris Ankrum ca Dr. Albert Stern
- Kenneth Alton ca McCrary - The Pickup Driver
- John Parrish ca Gen. Perry
- Jose Gonzales-Gonzales ca Manuel Ramirez
- Richard Harrison ca Pilot
- Marjorie Stapp ca Soră Medicală
- Robert Shayne ca General de aviație
- Don Eitner ca Operator meteo
- Gordon Mills ca Sergent
- John Halloran ca Gardă la Laboratorul Central